# Формула-1 — Гран-прі Штирії
Гран-прі Штирії (англ. Styrian Grand Prix, нім. Großer Preis der Steiermark) — один із етапів чемпіонатів світу з перегонів у класі «Формула-1», уперше затверджений у календарі чемпіонату світу за 2020 рік: дебютне Гран-прі під цією назвою відбулося на трасі Ред Булл Ринг у Шпільберзі.
Гран-прі Штирії через пандемію коронавірусної хвороби було включено до календаря чемпіонату 2020 року як другу гонку поспіль, що проходить на трасі Ред Булл Ринг. Гран-прі отримало назву на честь австрійської провінції Штирія, в якій знаходиться траса.

## Переможці Гран-прі Штирії

### За роками
Усі Гран-прі Штирії проводились на трасі Ред Булл Ринг.
| Рік  | Пілот           | Конструктор    | Звіт |
| ---- | --------------- | -------------- | ---- |
| 2020 | Льюїс Гамільтон | Мерседес       | Звіт |
| 2021 | Макс Ферстаппен | Ред Булл-Хонда | Звіт |